# غونل فالكويست
غونل فالكويست (بالسويدية: Gunnel Vallquist)‏‏ (19 يونيو 1918 - 11 يناير 2016 ) لغوية، ومترجمة، وصحفية، وناقدة أدبية، وكاتِبة من السويد.

## التعليم
تعلمت غونل فالكويست في:
- جامعة أوبسالا